# Якоб Нагель
У Вікіпедії є статті про інших людей з прізвищем Нагель.
Якоб Наґель (нім. Jakob Nagel; 2 жовтня 1899, Луштадт — 14 січня 1973, Нюрнберг) — державний діяч Третього Рейху, статс-секретар Імперського міністерства пошти. Группенфюрер НСКК, оберштурмбаннфюрер СС. Кавалер Лицарського хреста Хрест Воєнних заслуг з мечами (21 лютого 1944).

## Звання

### Службові звання
- Поштреферендар (1 травня 1925)
- Поштасесор (березень 1928)
- Телеграфендиректор (поштрат) (1 січня 1931)
- Оберпоштрат (1 жовтня 1933)
- Міністеріальрат (січень 1935)
- Статс-секретар (лютий 1942)

### НСКК
- Штандартенфюрер НСКК (20 квітня 1938)
- Оберфюрер НСКК (30 січня 1939)
- Бригадефюрер НСКК (9 листопада 1939)
- Группенфюрер НСКК (30 січня 1943)

### СС
- Манн СС (30 січня 1942)
- Штурмбаннфюрер СС резерву військ СС (20 лютого 1942)
- Оберштурмбаннфюрер СС резерву військ СС (28 лютого 1943)

## Нагороди
- Почесний хрест ветерана війни
- Хрест Воєнних заслуг 2-го і 1-го класу з мечами
- Кавалер Великого хреста ордена Корони Італії (1942)
- Лицарський хрест Хреста Воєнних заслуг з мечами (21 лютого 1944)

### Книги
- Jakob Nagel, Hans Lampe: Die Personalpolitik der Deutschen Reichspost im Dritten Reich. Berlin 1937.
- Neue Grundsätze für die Planung von Fernkabeln, Diss. Berlin 1941

### Журнали
- Der Fernmelde-Ingenieur (Hrsg.), Berlin 1941–44.

### Статті
- Die Deutsche Reichspost im nationalsozialistischen Staat. In: Deutsche Verkehrs-Zeitung. 1935, S. 211–216.
- 2 Jahre Aufbauarbeit bei der Deutschen Reichspost. In: DVZ. 1935, S. 425–434.
- Sozial- und Personalpolitik der Deutschen Reichspost. In: DVZ. S. 826–837.
- Nationalsozialistische Grundsätze der Personalpolitik der Deutschen Reichspost. In: DVZ. 1936, S. 317–320.
- Vortrag zur Sozial- und Personalpolitik. In: DVZ. 1936, S. 494–497.
- Aufgaben einer nationalsozialistischen Personalpolitik. In: DVZ. 1936, S. 833–841.
- Die Aufgaben der Deutschen Reichspost im Dritten Reich. In: DVZ. 1936, S. 868–875.
- Die Personalpolitik der Deutschen Reichspost. In: DVZ. 1937, S. 177–180.
- Gegenwartsfragen der Deutschen Reichspost. In: Archiv für Post und Telegraphie (APT) 65. 1937, S. 147–153.
- Grundsätze für die Gestaltung großer Fernsprechnetze. In: Jahrbuch für Fernmeldewesen. Berlin 1942.